# Lomandra teres
Lomandra teres là một loài thực vật có hoa trong họ Măng tây. Loài này được T.D.Macfarl. mô tả khoa học đầu tiên năm 1986.